# Free to Play (film)
Free to Play è un film del 2014 prodotto da Valve Corporation. Il documentario racconta le vicende di Benedict Lim, Danil Ishutin e Clinton Loomis, tre videogiocatori professionisti di Dota 2. Nel film appare inoltre il giocatore di pallacanestro Jeremy Lin.
Distribuito gratuitamente tramite Twitch, YouTube, iTunes e Steam, il film ha realizzato oltre 5,5 milioni di visualizzazioni nella prima settimana.